# Potamobrotica
Potamobrotica là một chi bọ cánh cứng trong họ Chrysomelidae.
Chi này được miêu tả khoa học năm 1966 bởi Blake.

## Các loài
Các loài trong chi này gồm:
- Potamobrotica brasiliensis (Bowditch, 1913)
- Potamobrotica trifasciata (Blake, 1966)
- Potamobrotica viridis (Blake, 1966)